# John Little McClellan
John Little McClellan (Sheridan, 25 febbraio 1896 – Little Rock, 28 novembre 1977) è stato un politico statunitense.

## Biografia
Membro del Partito Democratico, ha rappresentato l'Arkansas nel Senato dal 1943 fino al 1977, dopo essere stato membro della Camera dei Rappresentanti.
Dal 1957 al 1965 fu a capo di una sottocommissione del Senato, la cosiddetta «Commissione McClellan», chiamata a investigare sulle infiltrazioni del crimine organizzato nei sindacati americani. La sottocommissione ebbe Robert Kennedy come primo consulente giuridico e nel 1963 i suoi lavori furono ampiamente supportati dalla testimonianza del mafioso italoamericano Joe Valachi, il primo pentito nella storia degli USA.